# Фрик, Фредерик
Фредерик Чарльз Мэйтленд Фрик (англ. Frederick Charles Maitland Freake; 7 марта 1876, Ботли — 12 декабря 1950, Мортон-ин-Марш) — британский игрок в поло, серебряный призёр летних Олимпийских игр 1900 и 1908 годов.
На Играх 1900 года Фрик входил в состав третьей смешанной команды, которая сразу прошла в полуфинал, где выиграла у мексиканской сборной и прошла в финал. В заключительном матче она проиграла другой смешанной команде, и получила серебряные медали.
На Играх 1908 года его команда в единственном матче проиграла другой британской сборной, но, так как участвовало мало команд, она получила серебряные награды, и Фрик стал уже двукратным призёром.